# Loures-Barousse
Loures-Barousse – miejscowość i gmina we Francji, w regionie Oksytania, w departamencie Pireneje Wysokie.
Według danych na rok 1990 gminę zamieszkiwało 720 osób, a gęstość zaludnienia wynosiła 333 osób/km² (wśród 3020 gmin regionu Midi-Pireneje Loures-Barousse plasuje się na 456. miejscu pod względem liczby ludności, natomiast pod względem powierzchni na miejscu 1707.).